# Валдвајлер
Валдвајлер (њем. Waldweiler) општина је у њемачкој савезној држави Рајна-Палатинат. Једно је од 103 општинска средишта округа Трир-Сарбург. Према процјени из 2010. у општини је живјело 893 становника. Посједује регионалну шифру (AGS) 7235142.

## Географски и демографски подаци
Валдвајлер се налази у савезној држави Рајна-Палатинат у округу Трир-Сарбург. Општина се налази на надморској висини од 497 метара. Површина општине износи 11,1 km². У самом мјесту је, према процјени из 2010. године, живјело 893 становника. Просјечна густина становништва износи 81 становника/km².